# Problème d'action collective
Un problème d’action collective ou un dilemme social est une situation dans laquelle tous les individus auraient intérêt à coopérer mais ne parviennent pas à le faire en raison d'intérêts divergents au sein du groupe qui découragent l’action commune,. Le problème de l'action collective est abordé en philosophie politique depuis des siècles, mais il a été interprété de manière plus célèbre en 1965 dans Logique de l'action collective de Mancur Olson.
Des problèmes surviennent lorsque trop de membres d’un groupe choisissent la recherche du profit individuel et la satisfaction immédiate plutôt que de se comporter dans le meilleur intérêt à long terme du groupe. Les dilemmes sociaux peuvent prendre de nombreuses formes et sont étudiés dans des disciplines telles que la psychologie, l'économie, la sociologie et les sciences politiques. Parmi les exemples de phénomènes qui peuvent être expliqués à l’aide du concept de dilemme social, on peut citer la surexploitation de ressources, la faible participation électorale, le changement climatique ou l’escalade des conflits. Le problème de l’action collective peut être compris à travers l’analyse de la théorie des jeux et du problème du passager clandestin, dans des situations de fourniture de biens publics. En outre, le problème de l'action collective peut s’appliquer à de nombreuses préoccupations de politique publique auxquelles les pays du monde entier sont actuellement confrontés.

## Types de dilemmes

### Biens publics
Un dilemme de bien public est une situation dans laquelle l’ensemble du groupe peut bénéficier de gains collectifs si suffisamment de membres contribuent à la production du bien public, mais où des individus peuvent bénéficier du bien public sans contribuer en étant « passagers clandestins ». Les biens publics sont définis par deux caractéristiques : la non-exclusivité et la non-rivalité, ce qui signifie que tout le monde peut en bénéficier et que l’utilisation qu’en fait une personne n’empêche pas une autre personne de les utiliser . Les biens publics purs comprennent par exemple des services tels que la radiodiffusion publique, la défense nationale ou les parcs publics qui sont généralement fournis par les gouvernements à l’aide des fonds des contribuables. En contrepartie de leur contribution fiscale, les contribuables bénéficient des bénéfices de ces biens publics. Dans les pays en développement où le financement des projets publics est rare, les communautés ont plus de difficultés à obtenir des ressources et financer des projets qui profitent au groupe entier. En économie, la littérature autour des dilemmes sociaux liés aux biens publics fait référence à ce phénomène sous le nom de « problème du passager clandestin ».

### Paresse sociale
En psychologie sociale, la littérature fait référence à ce phénomène sous le nom de paresse sociale, c'est à dire la tendance des gens à fournir moins d'efforts lorsqu'ils sont en groupe que lorsqu'ils travaillent seuls.

### Gestion des ressources renouvelables
Un dilemme de gestion des ressources renouvelables est une situation dans laquelle les membres du groupe partagent une ressource renouvelable qui continuera à produire des avantages si les membres du groupe ne la récoltent pas de manière excessive, mais dans laquelle il est intéressant pour un individu de récolter le plus possible.

#### La tragédie des biens communs

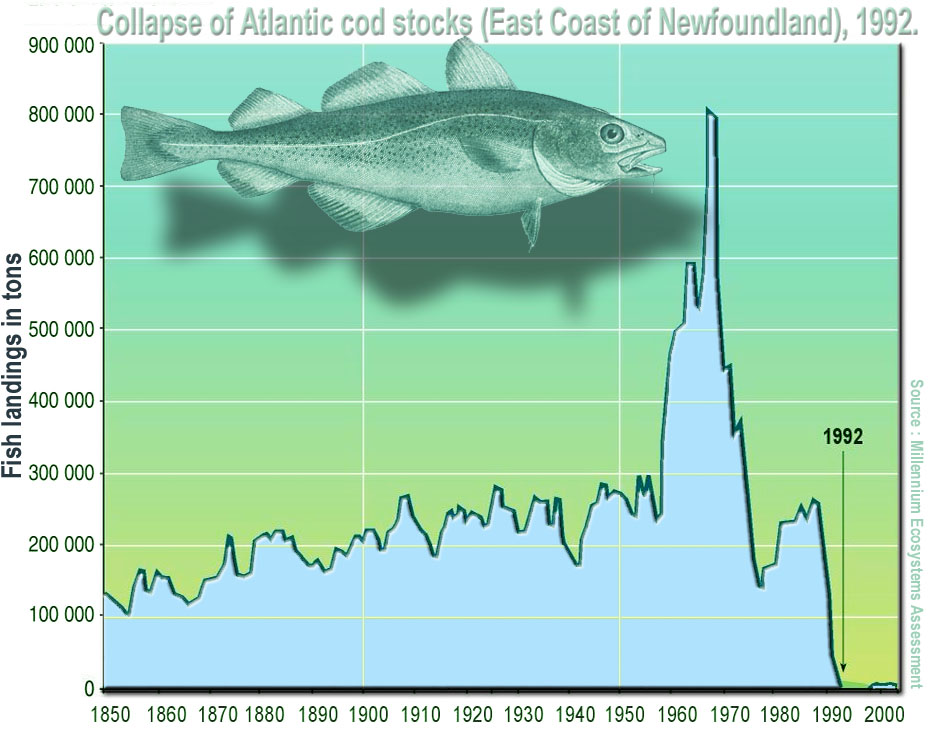
Les stocks de morue de l’Atlantique ont été gravement surexploités dans les années 1970 et 1980, ce qui a conduit à leur effondrement brutal en 1992.

La tragédie des biens communs est une forme de dilemme de gestion de ressources renouvelables. Le dilemme survient lorsque les membres d’un groupe partagent un bien commun sans appliquer de règles de gestion. Un bien commun est rival et non exclusif, ce qui signifie que n’importe qui peut utiliser la ressource, mais que la quantité de ressource disponible est limitée et qu’elle est donc sujette à la surexploitation.
Le paradigme de la tragédie des biens communs est apparu pour la première fois dans un pamphlet de 1833 de l’économiste anglais William Forster Lloyd. Selon Lloyd, « si une personne met plus de bétail dans son propre champ, la quantité de nourriture que les bêtes consomment est entièrement déduite de ce qui était à la disposition de son troupeau initial ; et si, auparavant, il y avait juste assez de pâturages, il ne tire aucun avantage du bétail supplémentaire, ce qu'il gagne d'une manière étant perdu d'une autre. Mais s'il met plus de bétail sur le champ commun, la nourriture que les bêtes consomment constitue une déduction qui est partagée entre toutes les bêtes, aussi bien celles des autres que les siennes, en proportion de leur nombre, et seule une petite partie de celle-ci est prélevée sur son propre bétail ».
Le modèle de la tragédie des biens communs peut être utilisé pour comprendre une multitude de problèmes, notamment diverses formes d’ épuisement des ressources naturelles. Par exemple, la surpêche des années 1960 et 1970 a conduit à l’épuisement des réserves auparavant abondantes de morue de l’Atlantique. En 1992, la population de morue s'était complètement effondrée parce que les pêcheurs n'avaient pas laissé suffisamment de poissons pour repeupler l'espèce.

#### Politique environnementale
Les problèmes environnementaux tels que le changement climatique, la perte de biodiversité et l’accumulation de déchets peuvent être décrits comme des problèmes d’action collective. Étant donné que ces problèmes sont liés aux actions quotidiennes d’un grand nombre de personnes, un grand nombre de personnes sont également tenues d’atténuer les effets de ces problèmes environnementaux. Cependant, sans réglementation gouvernementale, il est peu probable que les particuliers ou les entreprises prennent les mesures nécessaires pour réduire les émissions de carbone ou limiter l’utilisation de ressources non renouvelables, car ces personnes et ces entreprises sont incitées à choisir l’option la plus facile et la moins chère, qui diffère souvent de l’option respectueuse de l’environnement qui serait bénéfique pour la santé de la planète.

### Les pièges sociaux

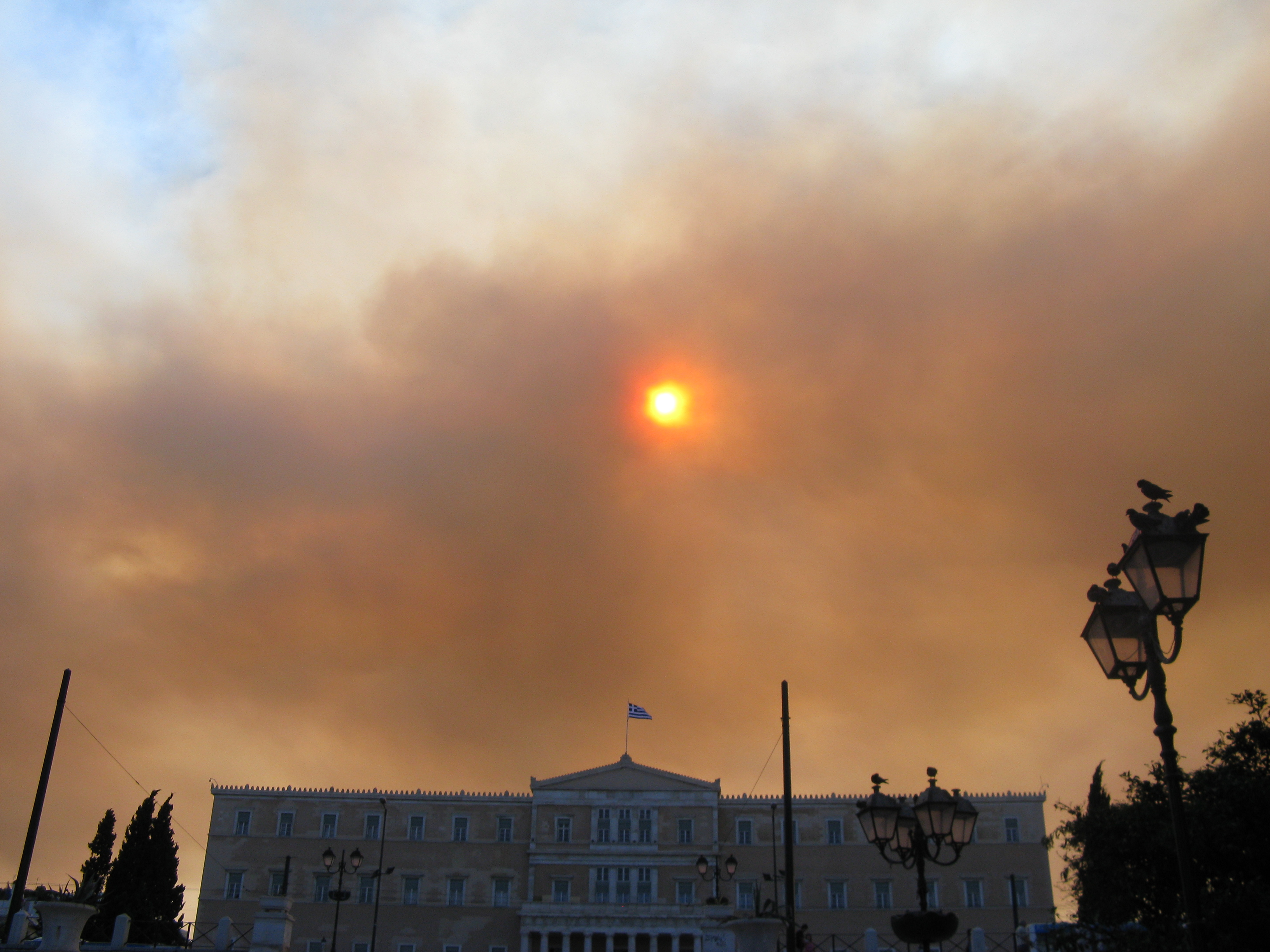
Pollution dans le ciel d'Athènes, Grèce.

Un piège social se produit lorsque des individus ou des groupes recherchent des récompenses immédiates qui s’avèrent plus tard avoir des conséquences négatives, voire mortelles. Ce type de dilemme survient lorsqu’un comportement produit initialement des récompenses, mais que la poursuite du même comportement produit des rendements décroissants. Les stimuli qui provoquent des pièges sociaux sont appelés renforçateurs glissants, car ils renforcent le comportement à petites doses et le punissent à fortes doses.
Un exemple de piège social est l’utilisation de véhicules et la pollution qui en résulte. Considérés individuellement, les véhicules sont une technologie adaptative qui a révolutionné le transport et grandement amélioré la qualité de vie. Mais leur utilisation généralisée actuelle produit des niveaux élevés de pollution, directement à partir de leur source d’énergie ou tout au long de leur durée de vie.

### Dilemme perceptif
Un dilemme perceptif survient lors d’un conflit et est le produit d'une perception biaisée des volontés du groupe adverse. Dans ce dilemme, les parties du conflit préfèreraient coopérer, mais chacune croit que ses adversaires chercherait à exploiter des actions conciliantes.
Deux écoles de pensée distinctes discutent les dilemmes perceptifs. Selon la théorie de la dissuasion, la meilleure stratégie à adopter en cas de conflit est de montrer des signes de force et de volonté d’utiliser la force si nécessaire. Cette approche vise à dissuader les attaques avant qu’elles ne se produisent. Au contraire, la théorie de la spirale du conflit soutient que les stratégies de dissuasion augmentent l'hostilité et met chacun sur la défensive alors qu’une démonstration claire d’intentions pacifiques est le moyen le plus efficace d’éviter l’escalade.
Un exemple de la théorie de la dissuasion mise en pratique est la stratégie de la guerre froide (employée à la fois par les États-Unis et l’ Union soviétique ) de destruction mutuelle assurée (DMA). Étant donné que les deux pays disposaient d’une capacité de frappe secondaire, chaque camp savait que l’utilisation d’armes nucléaires entraînerait sa propre destruction. Bien que controversée, la MAD a atteint son objectif principal, qui était de prévenir une guerre nucléaire et de maintenir la guerre froide à un niveau acceptable.
Les gestes de conciliation ont également été utilisés avec beaucoup d’efficacité, conformément à la théorie de la spirale des conflits. Par exemple, la visite du président égyptien Anouar el-Sadate en Israël en 1977, au cours d’une période prolongée d’hostilités entre les deux pays, a été bien accueillie et a finalement contribué au traité de paix entre l’Égypte et Israël.

### Vote
Un seul bulletin de vote a de très faibles chances d'influencer le résultat d'une élection à lui seul . Face à ce constat, les individus peuvent être découragés d'exercer leur droit de vote car ils estiment qu’ils ne peuvent pas influencer les résultats d’une élection. Mais si l'ensemble de la population adoptait ce point de vue et décidait de ne pas voter, la démocratie s’effondrerait. Cette situation constitue un problème d’action collective, car chaque individu peut "rationnellement" décider ne pas faire l'effort d'aller voter car son vote aura très peu d'effet sur les résultats de l’élection.
En réalité cependant, même à des niveaux élevés d’ apathie politique, la participation électorale ne diminue pas autant que certaines prédictions des politologues. Cela peut être expliqué par le fait que les votants ont une perception de leur efficacité politique (capacité à influencer le gouvernement) plus élevée qu’elle ne l’est en réalité.

## Théoriciens principaux

### Prémices du concept en philosophie
Bien qu'il n'ait jamais utilisé l'expression « problème d'action collective », Thomas Hobbes est l'un des premiers philosophes à réfléchir à la coopération humaine[réf. nécessaire]. Selon Hobbes, les gens agissent uniquement par intérêt personnel. Il écrit dans le Léviathan en 1651 que « si deux hommes désirent la même chose, mais qu'ils ne peuvent pas tous les deux en jouir, ils deviennent ennemis. »  Hobbes pense que l'état de nature consiste en une guerre perpétuelle entre des personnes ayant des intérêts contradictoires. Ce qui amène les gens à se quereller et à rechercher le pouvoir personnel même dans des situations où la coopération serait mutuellement bénéfique pour les deux parties. En pensant les êtres humains comme naturellement égoïstes et prompts à s’engager dans des conflits, la philosophie de Hobbes a jeté les bases de ce que l’on appelle aujourd’hui le problème de l’action collective.
David Hume fournit une autre interprétation précoce et plus connue de ce qu'on appelle aujourd'hui le problème de l'action collective dans son livre de 1738 Traité de la nature humaine. Hume caractérise un problème d’action collective à travers sa description de voisins acceptant de drainer une prairie :
Deux voisins peuvent convenir de drainer une prairie qu'ils possèdent en commun, parce qu'il leur est facile de connaître l'opinion de l'autre, et chacun doit comprendre que la conséquence immédiate de son manquement de sa part est l'abandon de tout le projet. Mais il est très difficile, et même impossible, qu'un millier de personnes s'accordent sur une action pareille ; il leur est difficile de se concerter sur un projet aussi compliqué, et il leur est encore plus difficile de l'exécuter ; chacun cherche un prétexte pour se libérer des ennuis et des dépenses, et voudrait faire porter tout le fardeau sur d'autres.
Dans ce passage, Hume établit les bases du problème de l’action collective. Dans une situation où l'on attend d'un millier de personnes qu'elles travaillent ensemble pour atteindre un objectif commun, les individus auront tendance à faire preuve de négligence et devenir des "passagers clandestins", car ils supposent que le reste du groupe fera suffisamment d'efforts pour atteindre l'objectif. Dans les groupes plus petits, l’impact d’un individu est beaucoup plus grand, donc les individus seront moins enclins à se dégager de leur responsabilité.

### La pensée moderne
Les œuvres majeures qui ont contribué à forger le concept de problème d'action collective sont le livre de Mancur Olson, Logique de l'action collective, publié en 1965, et l'article de Garrett Hardin paru dans Science en 1968, intitulé « La tragédie des communs ».
Dans sont livre, Olson questionne l'idée que les groupes se forment naturellement pour promouvoir l'intérêt de leurs membres. Il soutient que la rationalité individuelle n’entraîne pas nécessairement une rationalité de groupe, car les membres d’un groupe peuvent avoir des intérêts conflictuels qui ne représentent pas les meilleurs intérêts du groupe dans son ensemble.
Olson soutien également que dans le cas d’un bien public pur qui est à la fois non rival et non exclusif, un contributeur a tendance à réduire sa contribution au bien public lorsque les autres contribuent davantage. En outre, Olson souligne la tendance des individus à poursuivre leurs propres intérêts économiques plutôt que l'intérêt général. Pour expliquer comment des biens publics sont tout de même produits, Olson propose sa théorie du "sous-produit" : le bien public est un sous-produit d'un bénéfice privé fourni aux participants à l'action collective.
De son côté, Hardin affirme que lorsque des personnes utilisent ensemble un bien commun (bien rival et non exclusif), ils finiront par le surexploiter car chacun poursuivra sont intérêt personnel plutôt que de préserver la ressources du groupe.
Le problème de l'action collective identifié dans ces publications a donné lieu à de nombreuses recherches visant à déterminer les conditions de succès ou d'échec de l'action collective.

## Théories

### Théorie des jeux

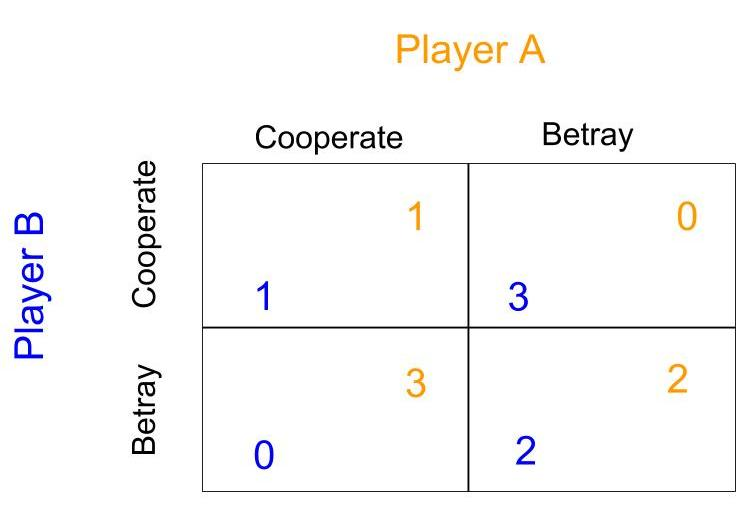
Ce graphique illustre le dilemme du prisonnier, l’un des exemples les plus célèbres de la théorie des jeux.

Les dilemmes sociaux ont suscité un grand intérêt dans les sciences sociales et comportementales. Les économistes, les biologistes, les psychologues, les sociologues et les politologues étudient tous le comportement des individus face aux dilemmes sociaux. L’approche théorique la plus influente est la théorie des jeux économiques (c’est-à-dire la théorie du choix rationnel et la théorie de l’utilité espérée). La théorie des jeux suppose que les individus sont des acteurs rationnels motivés par la volonté de maximiser leur utilité. L’utilité est souvent définie de manière étroite en termes d’intérêt économique personnel des individus. La théorie des jeux prédit ainsi une issue non coopérative dans un dilemme social (les individus rationnels préfèrent l'intérêt personnel à l'intérêt du groupe). Bien que ce modèle constitue une prémisse de départ utile, il existe en réalité de nombreuses circonstances dans lesquelles les gens peuvent s’écarter de la rationalité individuelle et parvenir à coopérer.
La théorie des jeux est l’un des principaux composants de la théorie économique. Elle s'intéresse à la manière dont les individus allouent des ressources rares et à la manière dont la rareté des ressources influence les interactions humaines.
Le dilemme du prisonnier
L’un des exemples les plus célèbres de la théorie des jeux est le dilemme du prisonnier, un jeu simple qui sert de base à la recherche sur les dilemmes sociaux. Le modèle classique du dilemme du prisonnier se compose de deux joueurs accusés d’un crime. Si le joueur A décide de trahir le joueur B, le joueur A ne recevra aucune peine de prison tandis que le joueur B recevra une peine de prison importante, et vice versa. Si les deux joueurs choisissent de garder le silence sur le crime, ils recevront tous deux des peines de prison réduites, et si les deux joueurs dénoncent l'autre, ils recevront chacun des peines plus lourdes. Le meilleur résultat dans cette situation serait pour chaque joueur de rester silencieux afin que les deux bénéficient de peines réduites. Cependant, le comportement "rationnel" pour des joueurs qui ne sont pas en mesure de communiquer est de choisir la trahison afin de bénéficier d'une réduction de peine.
Le modèle du dilemme du prisonnier est essentiel pour comprendre le problème de l'action collective car il montre comment les intérêts individuels entrent en conflit avec les intérêts du groupe. Dans des modèles simples comme celui-ci, le problème aurait été résolu si les deux prisonniers avaient pu communiquer. Cependant, dans des situations réelles plus complexes impliquant de nombreux individus, le problème de l’action collective empêche souvent les groupes de prendre des décisions qui seraient dans l'intérêt économique collectif.
|                                         | Le prisonnier B n'avoue pas ( coopère )                     | Le prisonnier B avoue ( trahit)                             |
| --------------------------------------- | ----------------------------------------------------------- | ----------------------------------------------------------- |
| Le prisonnier A n'avoue pas ( coopère ) | Chacun fait 1 an de prison                                  | Prisonnier A : 3 ans de prison <br /> Prisonnier B : libéré |
| Le prisonnier A avoue ( trahit)         | Prisonnier A : libéré <br /> Prisonnier B : 3 ans de prison | Chacun fait 2 ans de prison                                 |

Variantes du dilemme du prisonnier
Dans les jeux itératifs (le jeu est joué plusieurs fois d'affilée), les joueurs peuvent apprendre à se faire confiance ou à développer des stratégies de punition telles que le « oeil pour oeil », en coopérant sauf si l'autre joueur a trahit au tour précédent.
Les jeux dérivés du dilemme du prisonnier incluent le jeu du bras de fer, la chasse au cerf, le dilemme du dîner et le jeu du mille-pattes.

### Théories évolutionnistes
Les approches biologiques et évolutionnistes fournissent des éclairages complémentaires utiles sur la prise de décision dans les dilemmes sociaux. Selon la théorie des gènes égoïstes, les individus peuvent adopter une stratégie apparemment irrationnelle de coopération si cela favorise la survie de leurs gènes. Le concept de valeur sélective inclusive suggère que la coopération avec les membres de la famille peut s’avérer payante en raison d’intérêts génétiques partagés. Il peut être profitable pour un parent d’aider sa progéniture car cela facilite la survie de ses gènes.
Les théories de la réciprocité fournissent une explication différente de l’évolution de la coopération. Dans les jeux de dilemmes sociaux répétés entre les mêmes individus, la coopération peut émerger parce que les participants peuvent punir un partenaire pour son manque de coopération. Cela encourage la coopération réciproque. La réciprocité explique bien la coopération au sein de dyades, mais explique difficilement les coopérations dans des groupes plus larges.
Les théories évolutionnistes expliquent donc la coopération à plus grande échelle par d'autres mécanismes comme la réciprocité indirecte et le signalement. L'idée est que quand les individus peuvent sélectionner les partenaires avec qui ils souhaitent "jouer", il est avantageux de développer une bonne réputation (signaler que l'on est un partenaire digne de confiance). Les individus qui ont une réputation de gentillesse et de générosité sont un des membres plus susceptibles d'êtres acceptés dans un groupe.

### Théories psychologiques
Les modèles psychologiques offrent des éclairages supplémentaires sur les dilemmes sociaux en remettant en question l’hypothèse traditionnelle de la théorie des jeux selon laquelle les individus ne s'intéressent qu'à leur intérêt personnel.
Par exemple, beaucoup de personnes utilisent des heuristiques simples, comme une règle d’égalité ou "agir comme si l'autre joueur pensait comme moi", pour décider de coopérer ou non ,.

## Facteurs favorisant la coopération dans les dilemmes sociaux
L’étude des conditions dans lesquelles les individus coopèrent peut apporter un éclairage sur la manière de résoudre les dilemmes sociaux. La littérature distingue trois grandes classes de solutions : motivationnelles, stratégiques et structurelles. Ces solutions varies notamment en fonction des motivations des participants (importance de la poursuite de l'intérêt personnel) et des "règles du jeu" du dilemme social.

### Solutions motivationnelles
Les solutions motivationnelles supposent que les gens n'ont pas que des motivations égoistes. Il existe une littérature abondante sur les orientations de valeurs sociales qui montre que les individus ont des préférences stables concernant les résultats d'une action pour eux-mêmes, mais aussi pour les autres. Les individus peuvent donc chercher à augmenter leurs propres gains dans l'absolu (individualisme), à avoir plus de gains que les autres (compétition), à générer des gains équitables (coopération), ou des gains pour les autres (altruisme). Les deux dernières orientations sont dites "prosociales". Différentes personnes peuvent avoir différentes motivations.
Ces motivations sont influencées par des facteurs tels que l’histoire familiale (les personnes prosociales ont plus de sœurs), l’âge (les personnes plus âgées sont plus prosociales), la culture (plus d’individualistes dans les cultures occidentales), le sexe (plus de femmes sont prosociales), voire le cursus universitaire (les étudiants en économie sont moins prosociaux).

### Solutions stratégiques
Les dilemmes sociaux peuvent être résolus par la mise en place de stratégies. Dans un jeu type dilemme du prisonnier à interactions répétées, la coopération peut émerger lorsque les individus adoptent une stratégie du « oeil pour oeil » (Coopération-réciprocité-pardon, CRP). Cette stratégie se caractérise par le fait de faire preuve d'abord de coopération puis de faire un choix qui imite la décision du partenaire. Ainsi, si un partenaire ne coopère pas, le joueur utilisant une stratégie de CRP ne coopère pas non plus au tour suivant.
Il existe des variantes plus "généreuses" de la stratégie CPR plus adaptées aux situations du monde réel qui pardonnent de temps à autre des actions de défection. Dans un monde où les gens font des erreurs et peuvent mal interpréter les actions des autres, une telle stratégie peut être un équilibre de Nash et évolutivement stable.

### Solutions structurelles
Les solutions structurelles changent les règles du jeu, soit en modifiant le dilemme social, soit en le supprimant complètement. Ces changements peuvent intervenir par la mise en place de règles, le changement des coûts et bénéfices, ou encore des changements technologiques.
Dans le cas de la gestion de ressources naturelles, de nombreuses études expérimentales et études de cas ont démontré que les participants peuvent gérer durablement les ressources s'ils peuvent surveiller la situation et punir les non-coopérateurs, si leur capacité à s'auto-organiser est acceptée par les institutions politiques externes, s'ils peuvent communiquer entre eux et partager des informations, s'ils se connaissent, s'ils disposent d'arènes efficaces pour la résolution des conflits et s'ils gèrent des systèmes sociaux et écologiques qui ont des limites bien définies ou sont facilement contrôlables,. Il existe de nombreuses solutions structurelles supplémentaires qui modifient le dilemme social, tant de l’intérieur que de l’extérieur. La probabilité de réussir à cogérer une ressource partagée, à s'organiser pour s'autogouverner ou à coopérer avec succès dans un dilemme social dépend de nombreuses variables, allant de la nature du système de ressources à la nature du système social dont les acteurs font partie, à la position politique des autorités externes, à la capacité de communiquer efficacement, aux règles en vigueur concernant la gestion des biens communs. Cependant, des résultats sous-optimaux ou ratés dans un dilemme social (et peut-être la nécessité d'une privatisation ou d'une autorité externe) ont tendance à se produire « lorsque les utilisateurs des ressources ne savent pas qui est impliqué, n'ont pas de base de confiance et de réciprocité, ne peuvent pas communiquer, n'ont pas de règles établies et manquent de mécanismes efficaces de surveillance et de sanction. » 
Communication
La possibilité de communiquer est un facteur clé dans la résolution des dilemmes sociaux. La coopération augmente lorsque les gens ont la possibilité de se parler. Une explication de ce phénomène est que la communication renforce le sentiment d’identité de groupe.
Toutefois, il peut également y avoir des considérations stratégiques. Premièrement, la communication donne aux membres du groupe l’occasion de faire des promesses et de prendre des engagements explicites sur ce qu’ils feront. Grâce à la communication, les gens sont aussi capables de recueillir des informations sur ce que font les autres (réputation). D’un autre côté, ces informations peuvent produire des résultats ambigus ; la connaissance de la volonté d’autres personnes de coopérer peut donner envie d’en profiter.
La mise en place de règles
Cependant, la mise en œuvre de systèmes de récompense et de punition peut s’avérer problématique dans certaines situations. La création et l’administration des systèmes de sanctions entraînent des coûts importants, et ces systèmes sont eux-mêmes des biens publics car on peut bénéficier des avantages d’un système de sanctions sans contribuer à son existence. La police, l’armée et le système judiciaire ne pourront pas fonctionner si les gens ne sont pas prêts à payer des impôts pour les soutenir. Cela soulève la question de savoir si de nombreuses personnes souhaitent contribuer à ces institutions.
Les punitions
Des recherches expérimentales suggèrent que les individus particulièrement peu confiants sont prêts à investir de l’argent dans des systèmes de punition. Une part considérable de la population est tout à fait disposée à punir les non-coopérateurs, même s’ils n’en tirent personnellement aucun profit. Certains chercheurs suggèrent même que la punition altruiste est un mécanisme évolué de coopération humaine.
Dans certaines situations, les systèmes de punition et de récompense pourraient saper l’intention coopérative volontaire des individus. Certaines personnes ressentent une « lueur d’espoir » face à la coopération et l’offre d’incitations sélectives pourrait évincer leur intention de coopérer. De même, la présence d’un système de sanctions négatives pourrait compromettre la coopération volontaire. Certaines recherches ont montré que les systèmes de punition diminuent la confiance que les gens ont envers les autres.
D’autres recherches ont montré que les sanctions graduelles, dans lesquelles les sanctions initiales sont peu sévères, tiennent compte des difficultés inhabituelles et permettent au contrevenant de regagner la confiance de la collectivité, favorisent la gestion des ressources collectives et augmentent la confiance dans le système,.
Changement de structure de gouvernance
Les solutions structurelles modifient la structure du dilemme social et de telles stratégies sont souvent très efficaces. Des études expérimentales sur les dilemmes liés aux biens communs montrent que les groupes qui pratiquent une surexploitation sont plus disposés à nommer un chef pour s’occuper de la ressource commune. Il existe une préférence pour un leader prototypique démocratiquement élu avec un pouvoir limité, en particulier lorsque les liens entre les groupes sont forts. Lorsque les liens sont faibles, les groupes préfèrent un leader plus fort avec une base de pouvoir coercitive. La question demeure de savoir si l’on peut faire confiance aux autorités pour gérer les dilemmes sociaux et les recherches sur le terrain montrent que la légitimité et les procédures équitables sont extrêmement importantes dans la volonté des citoyens d’accepter les autorités. D’autres recherches soulignent une plus grande motivation pour les groupes à s’auto-organiser avec succès, sans avoir besoin d’une autorité externe, lorsqu’ils accordent une grande valeur aux ressources en question mais, encore une fois, avant que ces ressources ne soient gravement surexploitées. Dans ces cas-là, on ne présume pas qu'une « autorité » externe soit la solution, quelle que soit l'efficacité de l'auto-organisation, de la gouvernance collective et de la protection de la base de ressources.
Taille du groupe
Une autre solution structurelle consiste à réduire la taille du groupe. La coopération diminue généralement lorsque la taille du groupe augmente. Dans les groupes plus larges, les gens se sentent souvent moins responsables du bien commun et pensent que leur contribution n’a pas d’importance. Réduire l’ampleur d’un problème (par exemple en divisant un dilemme de grande envergure en parties plus petites et plus faciles à gérer) est souvent un outil efficace pour renforcer la coopération dans de telles circonstances. Des recherches supplémentaires sur la gouvernance montrent que la taille du groupe a un effet curvilinéaire, car à faible nombre, les groupes de gouvernance peuvent également ne pas avoir suffisamment de personnes pour rechercher, gérer et administrer efficacement le système de ressources ou le processus de gouvernance.
Privatisation
Une autre solution proposée consiste à éliminer le social du dilemme, au moyen de la privatisation. Cette restructuration des incitations éliminerait la tentation de placer les besoins individuels au-dessus des besoins du groupe. Il n’est cependant pas facile de privatiser des ressources mobiles telles que les poissons, l’eau et l’air pur. La privatisation suscite également des inquiétudes en matière de justice sociale, car tout le monde ne pourra pas obtenir une part égale des bénéfices. La privatisation peut également éroder la motivation intrinsèque des individus à coopérer, en externalisant le lieu de contrôle.
Compétition inter-groupe
Dans la société, les unités sociales confrontées à un dilemme social sont généralement intégrées dans une interaction avec d’autres groupes, souvent en compétition pour des ressources de différents types. Une fois ceci modélisé, le dilemme social est fortement atténué.